# Carmelita Tropicana
Alina Troyano, más conocida como Carmelita Tropicana, es una actriz de cine y teatro cubanoamericana lesbiana que vive y trabaja en la ciudad de Nueva York.

## Trayectoria
Troyano irrumpió en la escena de las artes escénicas del centro de Nueva York en la década de 1980 con su alter ego, la vivaz Carmelita Tropicana y su contraparte, el irresistible y arquetípico macho latino Pingalito Betancourt. También ha actuado como el caballo de Hernando Cortés y la Cucaracha Martina de los cuentos de hadas de su infancia en Cuba.
En la obra de Tropicana, el humor y la fantasía se convierten en herramientas subversivas para reescribir la historia. En 1999, recibió un Premio Obie por “excelencia sostenida en el desempeño”. El Diario La Prensa, un diario en español, nombró a Tropicana como "Una de las mujeres más notables de 1998".
Tropicana es hermana de la directora de cine independiente Ela Troyano, quien dirigió Carmelita Tropicana: Your Kunst Is Your Waffen. Su colaboración en esta película les valió un premio al mejor cortometraje en el Festival Internacional de Cine de Berlín en 1994. Ambas también forman parte de la escena artística alternativa en el East Village y el Lower East Side. Tropicana comenzó su carrera a principios de la década de 1980 actuando en el WOW Café Theatre (un colectivo teatral de mujeres) y actuó en espacios como Performance Space 122 y Dixon Place. En 2010, Tropicana fue copresentadora de la pieza escénica de Vaginal Davis "Speaking from the Diaphragm" en Performance Space 122. Tropicana ha colaborado frecuentemente con su hermana y con otros intérpretes como Marga Gómez.
Tropicana es autora de una colección de piezas escénicas y ensayos cortos llamada Yo, Carmelita Tropicana: Actuando entre culturas que incluye cuatro guiones escénicos, un guion y tres ensayos. Parte de su trabajo apareció en la revista Esto no tine nombre de Tatiana De la Tierra, que dio voz a lesbianas latinas de todo el mundo y publicó piezas artísticas de lesbianas latinas como la de Tropicana.
Las actuaciones, obras de teatro y vídeos de Tropicana se han presentado en lugares como el Instituto de Arte Contemporáneo de Londres, el Hebbel am Ufer de Berlín, el Centro de Cultura Contemporánea de Barcelona, el Festival Internacional de Cine de Berlín, el Nuevo Museo de Arte Contemporáneo de Nueva York, el Teatro Kirk Douglas del Mark Taper Forum en Los Ángeles, el Centro de Estudios LGBTQ en Nueva York y El Museo del Barrio en Nueva York. Su trabajo ha recibido apoyo financiero del Independent Television Service, la Jerome Foundation y el Rockefeller Suitcase Fund. Otros proyectos incluyen Schwanze-Beast, una colaboración con las cineastas Ela Troyano y Susanne Sachsse, y El Comandante, basada en su padre que luchó en la Revolución Cubana.
El arte escénico de Carmelita Tropicana ha sido analizado por estudiosos de la latinidad queer y el arte escénico, en particular de José Esteban Muñoz e Yvonne Yarbro-Bejarano. En su texto, Desidentificaciones, Muñoz utiliza el trabajo de Carmelita Tropicana para ilustrar las formas en que "camp" y " choteo " funcionan como modos cómicos distintos de desidentificación.

## Reconocimientos
- Premio Capital Creativo, 2016.[20]
- Anónimo Era Mujer, 2005.
- Obie por la excelencia sostenida en el desempeño, 1999.

## Obra
- Alina Troyano, Ela Troyano, Uzi Parnes y Chon A. Noriega; «I, Carmelita Tropicana: Performing between Cultures» (2000), ISBN 9780807066034

## Publicaciones
- López-Craig, Tonya, «The Role of Carmelita Tropicana in the Performance Art of Alina Troyano» (2003), Journal of lesbian studies[21]